# Mahou Shoujo Taisen
Magica Wars (魔法少女大戦, Mahō Shōjo Taisen, literalmente "Guerra de Chicas Mágicas") es una franquicia de medios creada por el programa de variedades de televisión por internet 2.5 Jigen Terebi. Consiste en un juego para iOS titulado Magica Wars Lock-On que fue lanzado el 20 de diciembre de 2013; un juego gratuito de navegador para teléfonos inteligentes de DMM Games titulado Magica Wars Tactics, lanzado en enero de 2014; un juego de PlayStation Vita fue lanzado el 27 de marzo de 2014; y una serie de televisión de anime de Gainax que se emitió el 8 de abril de 2014.
La franquicia personifica las 47 prefecturas de Japón, cada una representada por una niña mágica. Los diseños de personajes se determinan mediante un concurso en el sitio web de arte Pixiv. La actriz de voz de cada niña nació en la prefectura que representan.

## Historia
El dragón duerme bajo el suelo de esta tierra... da una cosecha abundante en la tierra cuando duerme, pero trae un desastre cuando está despierto. En cada década o cientos de años, el dragón mueve su cuerpo como si se moviera inconscientemente. El movimiento se convierte en distorsión y causa impureza. Esta "impureza" forma el ser corrupto conocido como Magatsuhi (マガツヒ, Magatsuhi), que prodiga un mal en las personas. Y ahora, hay una gran indicación de una distorsión ya que el brote de Magatsuhi ahora se extendió por las prefecturas de Japón. Los dioses previeron que el mayor daño le ocurriría a Japón, dividir el propio poder y emitirlo como mensajero de Dios (御先神, Shinshi) en Japón para reunir médiums, o "Magica" que pueden expulsar la "impureza" y exorcizar a Magatsuhi. Con el arma mágica el poder de los dioses, la "Magica" luchará para detener los males en Japón.

## Personajes
Naruko Aoba (青葉 鳴子 Aoba Naruko?)
 Seiyū: Miho Arakawa
Representante de la Prefectura de Miyagi.
Takesuzume (タケスズメ?)
 Seiyū: Kōichi Yamadera
Representante de la Prefectura de Miyagi
Rin Kobari (小張 凛 Kobari Rin?)  / Kobarin (こばりん?)
 Seiyū: Rie Murakawa
Representante de la Prefectura de Tokio.
Mosuke (モ助?)
 Seiyū: Satomi Arai
Representante de la Prefectura de Tokio.
Yuri Inuwashi (犬鷲 由里 Inuwashi Yuri?)  / Magia Furumine (マジア・フルミネ?)
 Seiyū: Ryōko Shintani
Representante de la Prefectura de Ishikawa.
Shishiku (ししく?)
 Seiyū: Ryōta Takeuchi
Representante de la Prefectura de Ishikawa.
Matsuri Sengen (浅間 まつり Sengen Matsuri?)
 Seiyū: Yoshino Nanjō
Representante de la Prefectura de Shizuoka.
Toro (トロ?)
 Seiyū: Mitsuo Iwata
Representante de la Prefectura de Shizuoka.
Suzuka Kamiki (神木 鈴花 Kamiki Suzuka?)  / Magical Triple (マジカル三重県（トリプル） Majikaru Toripuru?)
 Seiyū: Mikako Komatsu
Representante de la Prefectura de Mie.
Ebizō (エビゾウ?)
 Seiyū: Shigeru Chiba
Representante de la Mie Prefectura de Mie.
Mebuki Konoe (近衛 めぶき Konoe Mebuki?)
 Seiyū: Kotori Koiwai
Representante de la Prefectura de Kioto.
Oage-san (おあげさん?)
 Seiyū: Arisa Nishiguchi
Representante de la Prefectura de Kioto.
Renka Ariake (有明 煉華 Ariake Renka?)  / Ren (れん?)
 Seiyū: Yuka Terasaki
Representante de la Prefectura de Kumamoto.
Esora (笑空?)
 Seiyū: Kappei Yamaguchi
Representante de la Prefectura de Kumamoto.
Amane Sakaki (榊天音 Sakaki Amane?)
 Seiyū: Haruna Ikezawa
Protagonista principal de Zanbatsu.

## Producción

### Desarrollo
Magica Wars es un concepto creado por el programa de noticias 2.5 Jigen Terebi basado en la web orientado a otaku como un proyecto de contenido original que tiene como objetivo crear personajes basados en las 47 prefecturas de Japón. Comenzó como un concurso de diseño de personajes para cada una de las 47 prefecturas y actualmente está compuesto por tres juegos, una serie de anime y una serialización de manga.
El concepto de Magica Wars comenzó a desarrollarse el 28 de junio de 2012, coincidiendo con el estreno de 2.5 Jigen Terebi. Utilizando el concepto de "animar el entorno local", se llevó a cabo un concurso de diseño de personajes en la ilustración SNS Pixiv del 28 de junio al 8 de agosto en el que cada entrada consta de una niña mágica y su familiar. Al final del concurso, la asombrosa cantidad de 3248 entradas de Japón y otros países se unieron al período. De estas entradas, 60 fueron elegidas como diseños oficiales para las chicas mágicas que representarían las 47 prefecturas de Japón y Taiwán, con sprites 3D especialmente hechos para tres de estas entradas, que son representantes de las prefecturas de Miyagi, Aomori y Kanagawa.
Después de la selección de las 60 entradas del concurso de diseño de personajes, se dio luz verde a tres juegos para su lanzamiento. Dos de estos juegos, Magica Wars Lock On! y Magica Wars Tactics, fueron diseñados para teléfonos inteligentes, mientras que un tercero, Magica Wars Zanbatsu, se lanza para la consola portátil PlayStation Vita. Una serie de anime y un manga basados en el concepto también recibieron luz verde. Cada proyecto tiene un número diferente de elenco de Magical Girls, el anime y el manga son los que tienen menos protagonistas. El juego de Zanbatsu contó con 47 chicas mágicas de la prefectura, dos chicas originales, la protagonista amnésica Sakaki Amane y otro personaje original Maki Inada que le da su nombre a la amnésica Amane y es la primera persona que conoce Amane; También protagonistas invitadas en Zanbatsu son algunas chicas mágicas corrompidas por Magatsuhi elegidas por Lock-On como antagonistas. El juego Zanbatsu terminó el servicio el 22 de diciembre de 2015 después de poco más de un año de ejecución desde marzo de 2014.